# Coupe de la Ligue française masculine de handball 2012-2013
Navigation
Coupe de la Ligue 2011-2012 Coupe de la Ligue 2013-2014
La Coupe de la Ligue française masculine de handball 2012-2013 est la 12e édition de la Coupe de la Ligue de handball française, organisée par la Ligue nationale de handball. Elle a vu le sacre du Dunkerque Handball Grand Littoral, qui gagne son deuxième trophée de la saison, face au HBC Nantes. C'est la première fois que le club nordiste remporte la compétition, après une finale perdue en 2002.

## Modalités
Montpellier et Chambéry sont exemptés de huitièmes de finale car ils se sont directement qualifiés pour la Ligue des Champions. Par ailleurs, les 12 clubs de D1 restants sont répartis en deux chapeaux pour le tirage au sort selon leur classement de la saison passée.
Tous les matchs sont joués sur un match sec, la finale à quatre ayant lieu au Palais des sports de Toulouse.

## Résultats

### Tour préliminaire
| Date et heure      | Club 1            | Résultat | Club 2                | Salle                                       |
| ------------------ | ----------------- | -------- | --------------------- | ------------------------------------------- |
| 06/10/2012 à 20h30 | HBC Nantes        | 31 - 24  | Billère Handball      | Palais des sports de Beaulieu (Nantes)      |
| 06/10/2012 à 20h00 | Dunkerque HGL     | 36 - 25  | Pays d'Aix UCH        | Stades de Flandres (Dunkerque)              |
| 07/10/2012 à 16h00 | Saint-Raphaël VHB | 21 - 33  | Paris Saint-Germain   | Palais des sports JF Krakowski (St-Raphaël) |
| 07/10/2012 à 16h30 | Fenix Toulouse    | 30 - 29  | Cesson Rennes MHB     | Palais des sports André-Brouat (Toulouse)   |
| 07/10/2012 à 16h15 | US Créteil        | 30 - 21  | US Ivry               | Palais des sports Robert-Oubron (Créteil)   |
| 10/10/2012 à 19h30 | Sélestat AHB      | 22 - 21  | Tremblay-en-France HB | CSI Sélestat (Sélestat)                     |

### Quarts de finale
| Date et heure      | Club 1              | Résultat  | Club 2          | Salle                            |
| ------------------ | ------------------- | --------- | --------------- | -------------------------------- |
| 27/10/2012 à 19h00 | Chambéry Savoie HB  | 29 - 26   | Fenix Toulouse  | Le Phare (Chambéry)              |
| 27/10/2012 à 20h30 | Sélestat AHB        | 34 - 19   | US Créteil      | CSI Sélestat (Sélestat)          |
| 28/10/2012 à 16h00 | Paris Saint-Germain | 35 - 36ap | HBC Nantes      | Halle Georges-Carpentier (Paris) |
| 28/11/2012 à 17h00 | Dunkerque HGL       | 34 - 27   | Montpellier AHB | Stades de Flandres (Dunkerque)   |

### Phase finale
La phase finale a lieu les 8 et 9 décembre 2012 au Palais des sports André-Brouat de Toulouse :
|  | Demi-finales       | Demi-finales       |            |    | Finale             | Finale             |
|  | Demi-finales       | Demi-finales       |            |    | Finale             | Finale             |
|  |                    |                    |            |    |                    |                    |
|  | 08/12/2012 à 14h00 | 08/12/2012 à 14h00 |            |    | 09/12/2012 à 15h45 | 09/12/2012 à 15h45 |
|  | 08/12/2012 à 14h00 | 08/12/2012 à 14h00 |            |    | 09/12/2012 à 15h45 | 09/12/2012 à 15h45 |
|  | HBC Nantes         | 33                 |            |    | 09/12/2012 à 15h45 | 09/12/2012 à 15h45 |
|  | HBC Nantes         | 33                 |            |    | 09/12/2012 à 15h45 | 09/12/2012 à 15h45 |
|  | Sélestat AHB       | 25                 |            |    | 09/12/2012 à 15h45 | 09/12/2012 à 15h45 |
|  | Sélestat AHB       | 25                 | HBC Nantes | 24 |                    |                    |
|  | 08/12/2012 à 16h15 |                    | HBC Nantes | 24 |                    |                    |
|  |                    | Dunkerque HGL      | 28         |    |                    |                    |
|  | Dunkerque HGL      | Dunkerque HGL      | 28         | 24 |                    |                    |
|  | Dunkerque HGL      |                    |            | 24 |                    |                    |
|  | Chambéry Savoie HB | 20                 |            |    |                    |                    |
|  | Chambéry Savoie HB | 20                 |            |    |                    |                    |

En demi-finales, HBC Nantes écarte assez facilement le Sélestat AHB 33 à 25 (mi-temps 14-10 puis 22-13 à la 38e) grâce notamment aux 18 arrêts de Marouène Maggaiez (18/35 à 51,43 %)
. Le seconde demi-finale est plus serrée entre Dunkerque et Chambéry : Dunkerque doit attendre la 51e minute pour prendre 3 buts d'avance (20-17) pour finalement s'imposer 24 à 20.
En finale, Dunkerque HGL s'impose 28 à 24 face au HBC Nantes grâce notamment aux 19 arrêts (dont 4/5 à 7m) de Vincent Gérard.

## Vainqueur
| Vainqueur de la Coupe de la Ligue 2012-2013 Dunkerque Handball Grand Littoral 1re victoire |